# Lijst van heren en vrouwen van Vlierden
Heren en vrouwen van de heerlijkheid Vlierden:
| Periode      | Naam heer of vrouwe                                                    |
| ------------ | ---------------------------------------------------------------------- |
| 1505-1516    | Everard van Doerne                                                     |
| 1527         | Hendrick van Doerne                                                    |
| vanaf 1558   | mr. Jan van Vlierden                                                   |
| 1625-1634    | Wouter van der Gracht                                                  |
| 1634-ca 1648 | Maria van der Gracht                                                   |
| 1648-ca 1658 | Otto de Visschere                                                      |
| 1660-1669    | Jhr. Diederik Adriaan Pieck van Tienhoven                              |
| 1669-1703    | Johanna Elisabeth Pieck van Tienhoven                                  |
| 1703-1730    | Anna Elisabeth Cornelia Quaet van Lanscroon                            |
| 1730-1750    | Alexander Gijsbert van Tengnagel en Zeno Diderik Walraad van Tengnagel |
| 1750-1755    | Joachim Reynhold baron van Glasenapp                                   |
| 1755-1781    | Johan Franciscus d'Aumerie                                             |
| 1781         | Antoni Bonaventura d'Aumerie                                           |
| 1781-1823    | Franciscus Josephus Martinus d'Aumerie                                 |
| 1824-1846    | Pieter van Dousborgh                                                   |
| 1846-1859    | Rutger Bangeman Huygens van Löwendal                                   |
| 1856-1859    | Carel Lodewijk van Riet                                                |
| 1859-1883    | Maria Joosten                                                          |
| 1859-1883    | Renier Joosten                                                         |
| 1859-1884    | Arnoldus Joosten                                                       |
| 1859-1885    | Catharina Joosten                                                      |
| 1859-1888    | Martinus Joosten                                                       |
| 1859-1888    | Joseph Joosten                                                         |
| 1888-1907    | mr. Alphonsus Maria Sassen van Vlierden                                |
| 1907-1921    | Arnoldus van Loon                                                      |
| 1921-1923    | Frans Smulders                                                         |

In 1923 werd het heerlijke jachtrecht door de Jachtwet afgeschaft was in Vlierden nadien alleen nog sprake van een titulair heer, omdat de laatste heren hun heer-zijn niet ontleenden aan onroerend goed.